# Václav Vích
Václav Vích, né le 19 janvier 1898 à Carlsbad en Autriche-Hongrie (aujourd'hui Karlovy Vary en Tchéquie) et mort le 14 septembre 1966 à Rome en Italie, est un chef opérateur tchécoslovaque. Au cours de sa carrière, il a travaillé sur plus d'une centaine de films. Dans les années 1930, Vích était l'un des meilleurs techniciens du cinéma italien. Il a souvent travaillé avec le réalisateur autrichien Max Neufeld.

## Biographie
Après la Première Guerre mondiale, Václav Vích devient assistant du chef opérateur Otto Heller. Ses films les plus importants de cette période comprennent la version muette de Pohádka máje (en) (1927) de Karl Anton, et surtout Erotikon de Gustav Machatý (1929). Parmi les films sonores, citons Peníze nebo život (cs) (1931) et Pudr a benzín (cs) (1931) de Jiří Voskovec et Jan Werich et La vie est une chienne de Martin Frič.
À partir de 1934, il devient un chef opérateur très demandé au niveau international et tourne en Allemagne, en Autriche, en France et en Suède. En 1939, il se rend en Italie avec le réalisateur Gustav Machatý pour tourner le film Ballerine. En 1947, il reçoit un Ruban d'argent de la meilleure photographie pour Daniele Cortis de Mario Soldati.
Dans les années 1950, il a également travaillé à plusieurs reprises en Allemagne de l'Ouest. Les films les plus marquants sont le scandaleux film à succès Confession d'une pécheresse (1951) et la production primée Les Amants tourmentés (1952), tous deux avec Hildegard Knef, ainsi que L'Homme perdu (1951) de Peter Lorre.

## Filmographie

### Films tchécoslovaques
- 1923 : Únos bankéře Fuxe (cs) de Karl Anton
- 1924 : Dvojí živo (en) de Václav Kubásek (cs)
- 1924 : Děvče z hor de Václav Kubásek
- 1925 : Do panského stavu de Karl Anton
- 1926 : Válečné tajnosti pražské de Václav Kubásek
- 1926 : Otec Kondelík a ženich Vejvara I. de Karl Anton
- 1926 : Pohádka máje (en) de Karl Anton
- 1927 : Otec Kondelík a ženich Vejvara II. de Karl Anton
- 1927 : Švejk v ruském zajetí de Svatopluk Innemann
- 1929 : Séduction (Erotikon) de Gustav Machatý
- 1929 : Aufruhr des Blutes de Victor Trivas
- 1930 : Když struny lkají
- 1930 : C. a k. polní maršálek (cs) de Karel Lamač
- 1930 : Za rodnou hroudu (cs) d'Oldřich Kmínek
- 1931 : D'une nuit à l'autre (Ze soboty na nedeli) de Gustav Machatý
- 1931 : Der Fall des Generalstabs-Oberst Redl de Karl Anton
- 1931 : Loupežník (cs) de Josef Kodíček (cs)
- 1931 : Muži v offsidu (cs) de Svatopluk Innemann
- 1931 : Pudr a benzín (cs) de Jan Werich et Jiří Voskovec
- 1932 : Před maturitou
- 1932 : Peníze nebo život (cs) de Jindřich Honzl
- 1933 : U snědeného krámu (cs) de Martin Frič
- 1933 : La vie est une chienne (Život je pes) de Martin Frič
- 1934 : Zlatá Kateřina
- 1934 : Pokušení paní Antonie
- 1934 : Hrdinný kapitán Korkorán (cs) de Miroslav Cikán

### Autres films européens

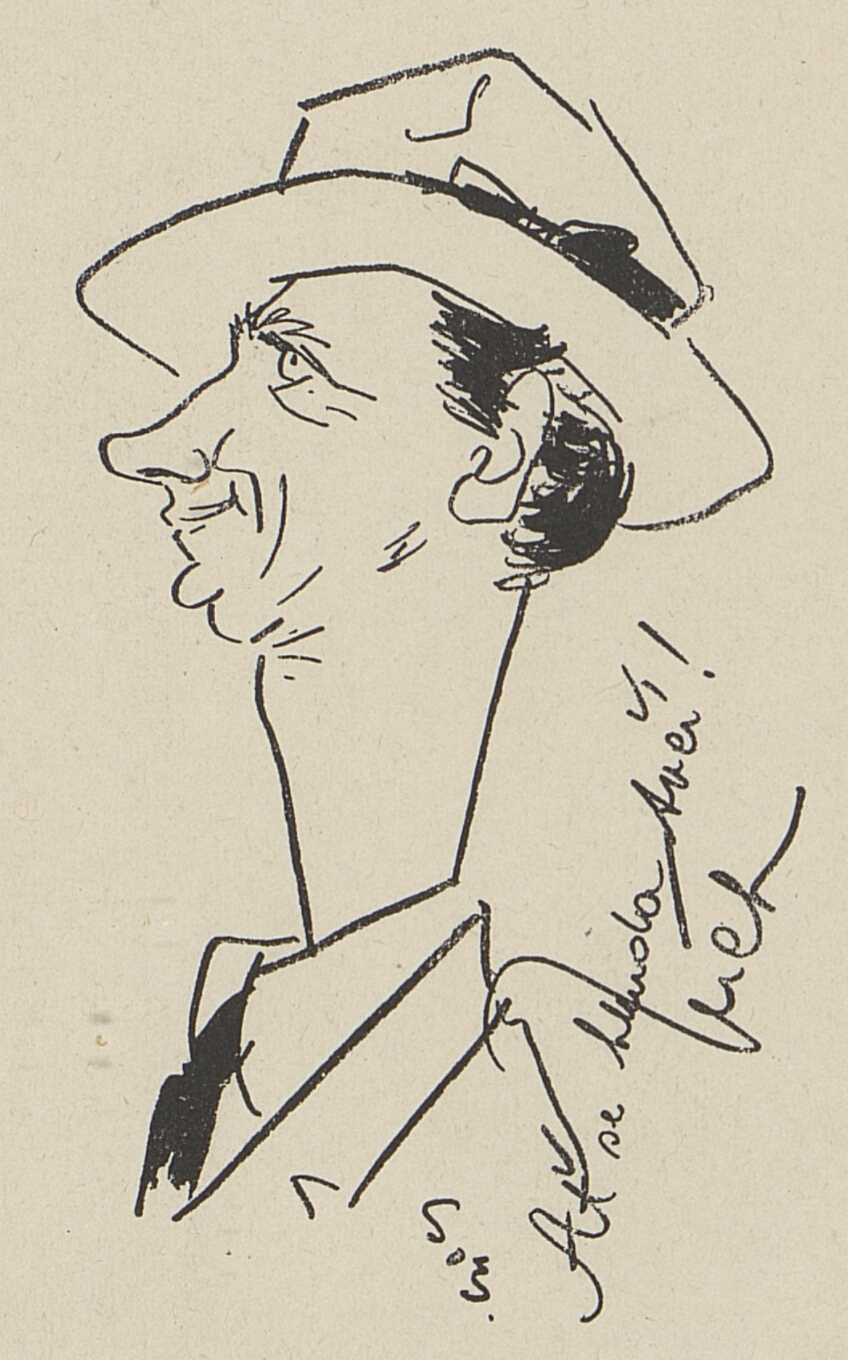
Caricature de Václav Vích par Ivan Sors.

- 1934 : Volga en flammes de Victor Tourjanski
- 1936 : Golem de Julien Duvivier
- 1936 : Ballerine de Gustav Machatý
- 1936 : La Cavalerie héroïque (Cavalleria) de Goffredo Alessandrini
- 1936 : Regina della Scala (it) de Camillo Mastrocinque
- 1937 : I fratelli Castiglioni de Corrado D'Errico
- 1937 : Le Corsaire noir (Il corsaro nero) d'Amleto Palermi
- 1937 : Sono stato io! de Raffaello Matarazzo
- 1938 : Ce soir à onze heures (Stasera alle undici) d'Oreste Biancoli
- 1938 : Ettore Fieramosca d'Alessandro Blasetti
- 1938 : Il conte di Bréchard de Mario Bonnard
- 1939 : Bal au château (Ballo al castello) de Max Neufeld
- 1939 : Retroscena d'Alessandro Blasetti
- 1939 : Une aventure de Salvator Rosa (Un'avventura di Salvator Rosa) d'Alessandro Blasetti
- 1939 : Absence injustifiée (Assenza ingiustificata) de Max Neufeld
- 1940 : Incanto di mezzanotte de Mario Baffico
- 1940 : Le Salaire du péché (La peccatrice) d'Amleto Palermi
- 1941 : Primo amore (it) de Carmine Gallone
- 1941 : Valse d'une nuit (Notte di fortuna) de Raffaello Matarazzo
- 1941 : La Maîtresse secrète (L'amante segreta) de Carmine Gallone
- 1942 : Luisa Sanfelice de Leo Menardi
- 1942 : Quatre Pas dans les nuages (Quattro passi fra le nuvole) d'Alessandro Blasetti
- 1944 : Brumes sur la mer (Nebbie sul mare) de Hans Hinrich et Marcello Pagliero
- 1946 : Eugénie Grandet (Eugenia Grandet) de Mario Soldati
- 1946 : Nous ne sommes pas mariés de Bernard Roland
- 1947 : Daniele Cortis de Mario Soldati
- 1948 : Le Juif errant (L'ebreo errante) de Goffredo Alessandrini
- 1948 : Le Choix des anges (Arrivederci, papà!) de Camillo Mastrocinque
- 1949 : La leggenda di Faust de Carmine Gallone
- 1951 : L'Homme perdu (Der Verlorene) de Peter Lorre
- 1951 : Confession d'une pécheresse (Die Sünderin) de Willi Forst
- 1951 : Deux Cœurs, une mélodie (de) (Es geschehen noch Wunder) de Willi Forst
- 1952 : Les Amants tourmentés (Nachts auf den Straßen) de Rudolf Jugert
- 1952 : Le Passé d'une mère (Vedi Napoli e poi muori) de Riccardo Freda
- 1952 : Illusion (Illusion in Moll) de Rudolf Jugert
- 1952 : Le diable fait le troisième (The Devil Makes Three) d'Andrew Marton
- 1954 : Il matrimonio d'Antonio Petrucci
- 1954 : Les Gaîtés de l'escadron (Allegro squadrone) de Paolo Moffa
- 1957 : Les Fredaines du capitaine (de) (Der tolle Bomberg) de Rolf Thiele
- 1957 : Le Plus Beau Jour de ma vie (Der schönste Tag meines Lebens) de Max Neufeld
- 1958 : Madeleine et le légionnaire (de) (Madeleine und der Legionär) de Wolfgang Staudte
- 1959 : Aventures à Capri (Avventura a Capri) de Giuseppe Lipartiti
- 1960 : Giuseppina de James Hill
- 1960 : Le Géant de Thessalie (I giganti della Tessaglia) de Riccardo Freda
- 1961 : Vendredi 13 heures (An einem Freitag um halb zwölf) d'Alvin Rakoff
- 1962 : Romance à Venise (de) (Romanze in Venedig) d'Eduard von Borsody